# Линдберг, Лаймонис Бернхардович
Лаймонис Бернхардович Линдберг (21.07.1934 - 27.02.2012) — советский государственный деятель. Член КПСС с 1965 года.
Родился в 1934 г.
Окончил Латвийский государственный университет им. П . Стучки.
- 1958—1962 экономист Центрального статистического управления Латвийской ССР.
- 1962—1964 старший инженер завода ВЭФ.
- 1964—1966 старший инженер Госплана Латвийской ССР.
- 1966—1971 заместитель председателя Юрмалского горисполкома.
- 1971—1973 старший референт Управления делами Совета Министров Латвийской ССР , начальник отдела Госплана Латвийской ССР.

С 1973 г. председатель Лиепайского горисполкома. С 1977 г. зам. председателя Рижского горисполкома, председатель городской плановой комиссии.
Депутат Верховного Совета Латвийской ССР. Кандидат в члены ЦК Компартии Латвии.
Сочинения:
- Линдберг, Лаймонис Бернхардович. Рига растет и хорошеет : (Беседа с зам. пред. Риж. гор. исполкома, пред. гор. плановой комис. Л. Б. Линдбергом). — Горизонт, 1980, No 2, с. 6—8.

Похоронен на кладбище Даугавгривской Белой Церкви, Вецмилгравис, Рига.